# Chiesa del Sacro Cuore del Suffragio
La chiesa del Sacro Cuore di Gesù in Prati, anche conosciuta come chiesa del Sacro Cuore del Suffragio, è un luogo di culto cattolico del centro di Roma, situato nel rione Prati, sede dell'omonima parrocchia affidata ai Missionari del Sacro Cuore di Gesù.
La chiesa, opera dell'ingegnere Giuseppe Gualandi, è nota con l'appellativo di "piccolo Duomo di Milano" per il suo ricco stile neogotico.

## Storia
Nel 1893 il missionario del Sacro Cuore di Gesù Victor Jouët (originario di Marsiglia ma battezzato a Nuoro), fondò a Roma l'Associazione del Sacro Cuore del Suffragio delle anime del Purgatorio, con lo scopo di diffondere la devozione al Sacro Cuore di Gesù e alla Madonna. Il primo oratorio dell'associazione si trovava in via dei Cosmati e ad esso ne seguì un secondo, in uso dal 1896 al 1914, situato sul Lungotevere Prati su un terreno acquistato dal fondatore per la costruzione di una più grande chiesa, la cui prima pietra venne benedetta nel 1894 dal vescovo di Marsiglia Joseph-Jean-Louis Robert.
La costruzione di quest'ultima iniziò nel 1908 e il progetto venne affidato all'ingegnere Giuseppe Gualandi il quale si ispirò, nella scelta dello stile, al gotico d'oltralpe. Nel 1914 l'associazione si spostò nuovamente presso la chiesa di San Giuseppe Calasanzio in via Cavallini, in quanto la vecchia cappella venne in parte demolita per permettere l'ultimazione dei lavori di costruzione della nuova chiesa; l'edificio venne completato nel 1917 e benedetto ed aperto al culto il 1 novembre dello stesso anno; il successivo 10 dicembre venne fondata la parrocchia. Il 17 maggio 1921 la chiesa è stata consacrata da Pietro Benedetti, arcivescovo titolare di Tiro, primo parroco. Per quasi quarant'anni monsignor Enrico Dante fu confessore in questa chiesa.
Papa Giovanni Paolo II ha visitato la chiesa il 1º febbraio 1998.

## Descrizione

### Facciata

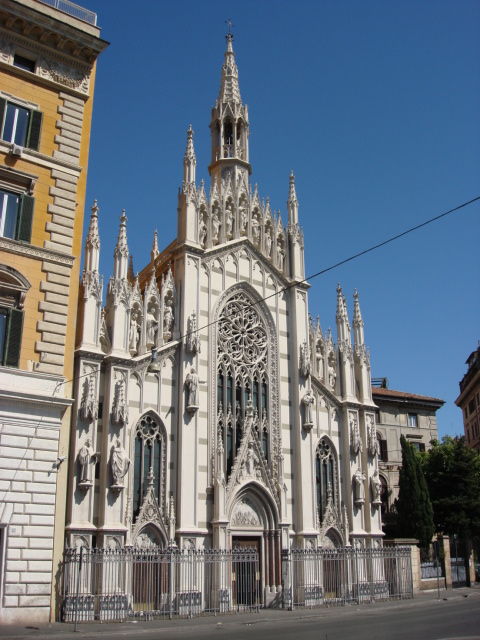
La facciata

La chiesa del Sacro Cuore di Gesù in Prati è situata su lungotevere Prati, tra via Ulpiano e via Paolo Mercuri, nei pressi del Palazzo di Giustizia.
La facciata, interamente in cemento armato, è a salienti e rimarca la suddivisione interna a tre navate con sei pilastri quadrangolari ciascuno sormontato da una guglia. Nella parte inferiore del prospetto si aprono tre portali con strombatura decorata da colonnine in marmo rosso di Verona, ciascuno dei quali è sormontato da una ghimberga e decorato da una lunetta marmorea decorata a bassorilievo: la lunetta centrale raffigura le Anime del Purgatorio, quella sopra la porta di destra la Deposizione di Gesù e quella sopra la porta di sinistra la Resurrezione di Gesù; la ghimberga del portale centrale presenta un altorilievo raffigurante il Sacro Cuore di Gesù tra due angeli. In corrispondenza di ognuna delle due navate laterali vi è un'alta trifora, di quella centrale una grande esafora comprendente un rosone con intelaiatura riccamente decorata. La facciata termina in alto con l'esile campanile a pianta ottagonale sormontato da una croce all'interno della quale vi è un ex-voto a forma di cuore donato da Victor Jouët che lo volle posizionato sulla parte più alta dell'edificio.
L'apparato decorativo del prospetto, originariamente in pietra artificiale, è stato sostituito a partire dal 1960 da statue fedeli a quelle originali nelle forme, ma in pietra di San Gottardo. Esso si compone di elementi architettonici di derivazione gotica e di diciannove statue di santi, i quali vennero scelti personalmente da papa Pio X; queste sono dislocate in più punti: entro delle nicchie sopra gli spioventi della navata centrale (da sinistra: Sant'Agostino, San Pietro apostolo, San Giuseppe, Nostra Signora del Sacro Cuore, San Giovanni evangelista, San Paolo apostolo e Sant'Oddone da Cluny), della navata di destra (da sinistra: San Vittore, San Francesco d'Assisi e San Nicola da Tolentino) e della navata di sinistra (da sinistra: San Francesco Saverio, San Domenico di Guzman e San Michele Arcangelo) e a ridosso dei sei pilastri, sopra mensole (da sinistra: San Bernardo da Chiaravalle, San Gregorio Magno, Santa Margherita Maria Alacoque, Santa Caterina da Genova, Sant'Antonio da Padova e San Patrizio.

### Interno

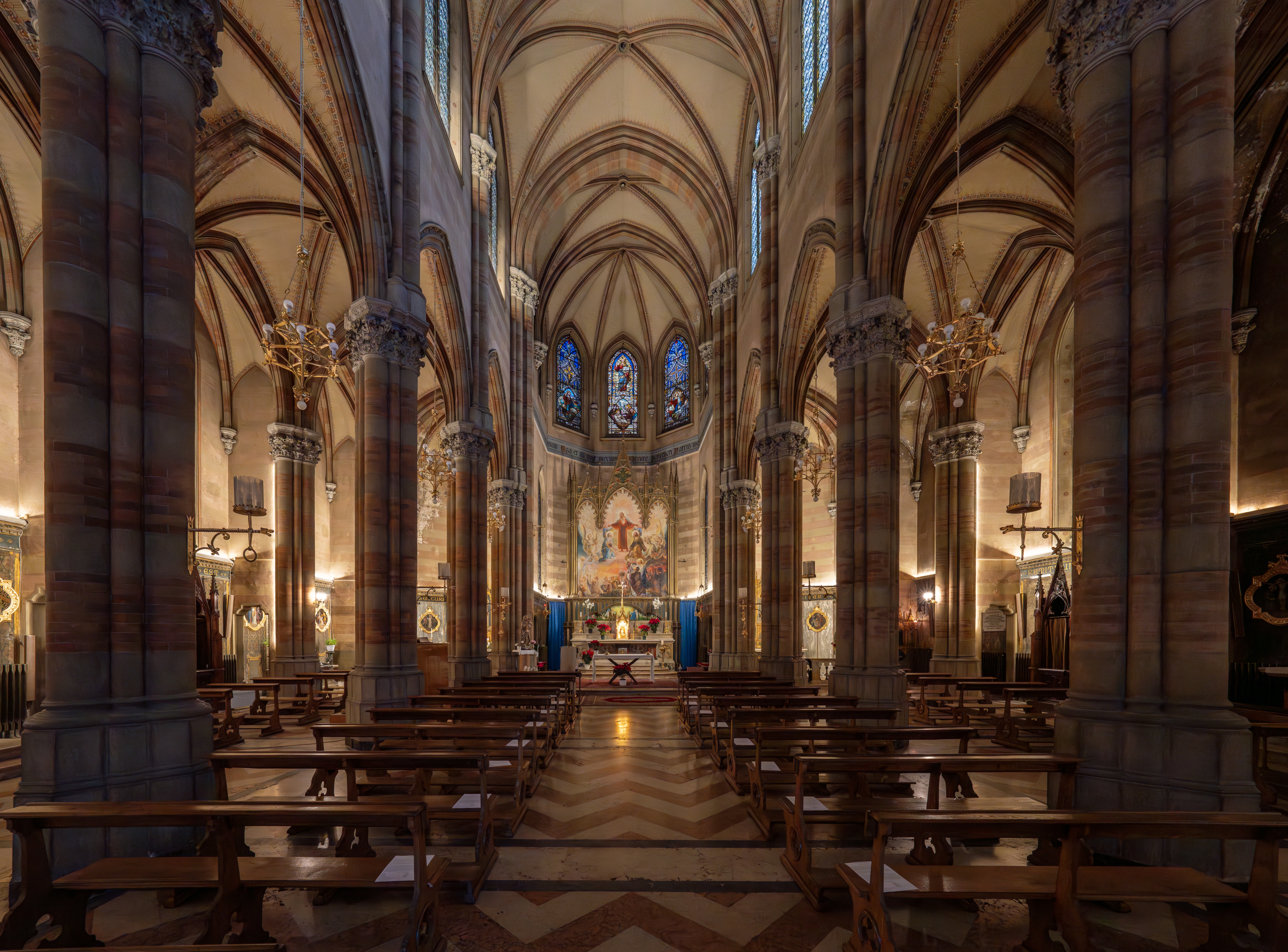
Interno

L'interno della chiesa, ruotato rispetto all'asse della facciata, è a tre navate di sei campate ciascuna, coperte con volta a crociera e separate da archi a sesto acuto poggianti su pilastri polistili con capitelli scolpiti; i pilastri e i costoloni delle volte sono decorati con bande in pietra grigia e mattoncini rossi, mentre il pavimento presenta inserti in marmo rosso di Verona. L'illuminazione dall'esterno avviene, nel piedicroce, oltre che dalle tre finestre della facciata, anche attraverso diciotto bifore con vetrate policrome; quelle delle cappelle della navata di destra, a partire dall'ingresso, raffigurano: Santa Francesca Romana e Santa Caterina da Genova, Santa Brigida e Sant'Ambrogio, San Bonaventura e San Tommaso d'Aquino, Sant'Efrem e San Pier Damiani, Santa Giovanna d'Arco e San Sebastiano, San Roberto Bellarmino e San Francesco di Sales.
Lungo le due navate laterali si apre, in corrispondenza di ogni campata, una cappella poco profonda a pianta rettangolare; mentre nelle restanti vi sono dei pregevoli confessionali lignei in stile neogotico, nella seconda e quarta cappella di ciascun lato vi è un altare laterale marmoreo.
Il primo altare di destra è dedicato a San Michele Arcangelo ed è sormontato da una pala raffigurante il santo, opera di Alessandro Catani; la predella è costituita da sette Angeli musicanti, dipinti dalle figlie dell'artista. L'altare successivo è dedicato a Santa Margherita Maria Alacoque ed è sormontato da un trittico di Giovan Battista Conti raffigurante la Visione del Cuore di Gesù a Margherita Maria Alacoque (1923), mentre sulla predella vi sono, da sinistra, Santa Giovanna Francesca Frémiot de Chantal, Santa Margherita Maria Alacoque circondata dalle anime del Purgatorio, Santa Margherita Maria Alacoque presenta alle novizie il culto del Sacro Cuore di Gesù e San Francesco di Sales.

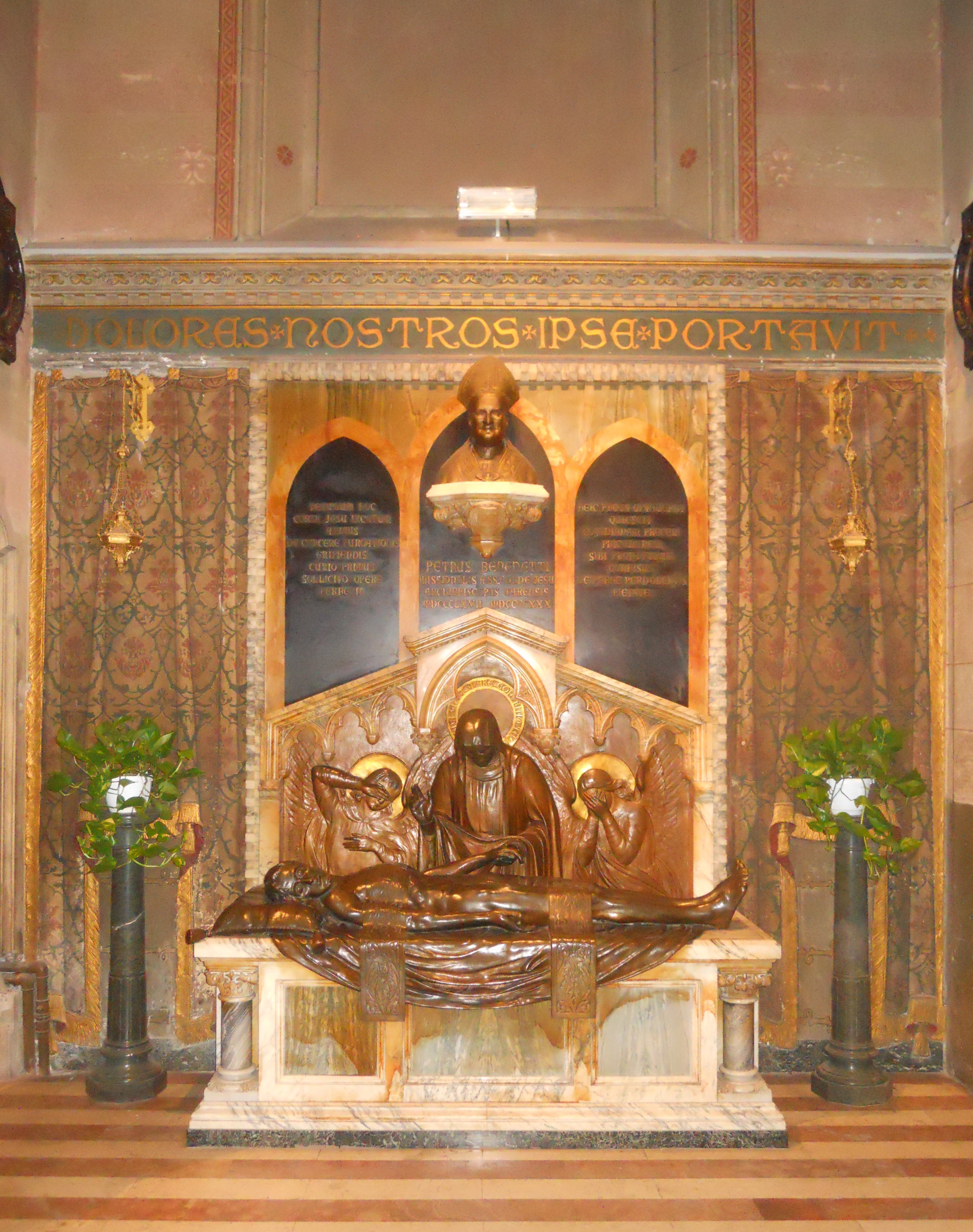
Monumento funebre di monsignor Pietro Benedetti

Il primo altare di sinistra, invece, è dedicato a Sant'Antonio di Padova e la sua pala, opera di Giuseppe Brugo, raffigurante Sant'Antonio come il santo della carità, poggia su una predella raffigurante da sinistra: San Girolamo Emiliani, San Vincenzo de' Paoli, San Camillo de Lellis, Gesù Redentore che spezza il pane, Beata Anna Maria Taigi, Santa Elisabetta d'Ungheria e Santa Luisa di Marillac. L'altare che segue è dedicato a San Gregorio Magno ed è sormontato da una pala ispirata alla vicenda del monaco Giusto: essa raffigura San Gregorio Magno che celebra la Messa in suffragio del monaco Giusto con, in alto, lo Spirito Santo e, sulla sommità della cornice, la scultura Dio Padre; la predella presenta, da sinistra: San Michele Arcangelo, San Gregorio Magno e i poveri, San Gregorio Magno detta il canto gregoriano e San Gabriele Arcangelo. L'opera è di Giovan Battista Conti. Nell'ultima campata della navata laterale di sinistra, addossato alla parete, vi è il Monumento funebre di monsignor Pietro Benedetti (1932), in marmi policromi con, nella parte inferiore, una Pietà in bronzo anch'essa di Giovan Battista Conti, e, in alto un busto dello stesso materiale raffigurante il defunto vescovo.
Le navate laterali terminano ognuna con una cappella a pianta poligonale contenente un altare marmoreo con mensa poggiante su colonnine e chiusa da una balaustra decorata ad archetti trilobati. La cappella in fondo alla navata di destra è dedicata a San Giuseppe e corrisponde al secondo oratorio dell'associazione del Sacro Cuore del Suffragio delle anime del Purgatorio; il suo altare è sormontato da una pala di Giuseppe Brugo raffigurante San Giuseppe con Gesù fanciullo tra due angeli e i Santi Teresa e Bernardo. La cappella sul lato opposto è invece dedicata alla Madonna del Rosario e sopra l'altare vi è la pala di Francesco Notari Madonna del Rosario fra angeli e i Santi Domenico di Guzman e Caterina da Siena; la cornice è decorata con Dio Padre (al centro) e l'Annunciazione (ai lati), mentre la predella, dipinta, presenta a sinistra (dall'esterno) le Sante Zita, Agnese e Cecilia, a destra (dall'esterno) i Santi Alfonso Maria de' Liguori, Bernardino da Siena e Cirillo d'Alessandria; sul tabernacolo vi è il Sacro Cuore di Gesù. La cornice, realizzata su disegno del Notari, è opera del falegname Giuseppe Fallaci, dell'intagliatore Arturo Grossi e del doratore Giovacchino Corsi.
La navata centrale termina con la profonda abside poligonale illuminata da due ordini di monofore archi ogivali, al centro della quale si trova l'altare maggiore marmoreo decorato con bronzi dorati, sormontato dal tabernacolo. Alle sue spalle, vi è la pala Il Sacro Cuore e le anime del Purgatorio, di Giuseppe e Alessandro Catani con cornice decorata con tre cuspidi e quattro guglie.

### Organo a canne

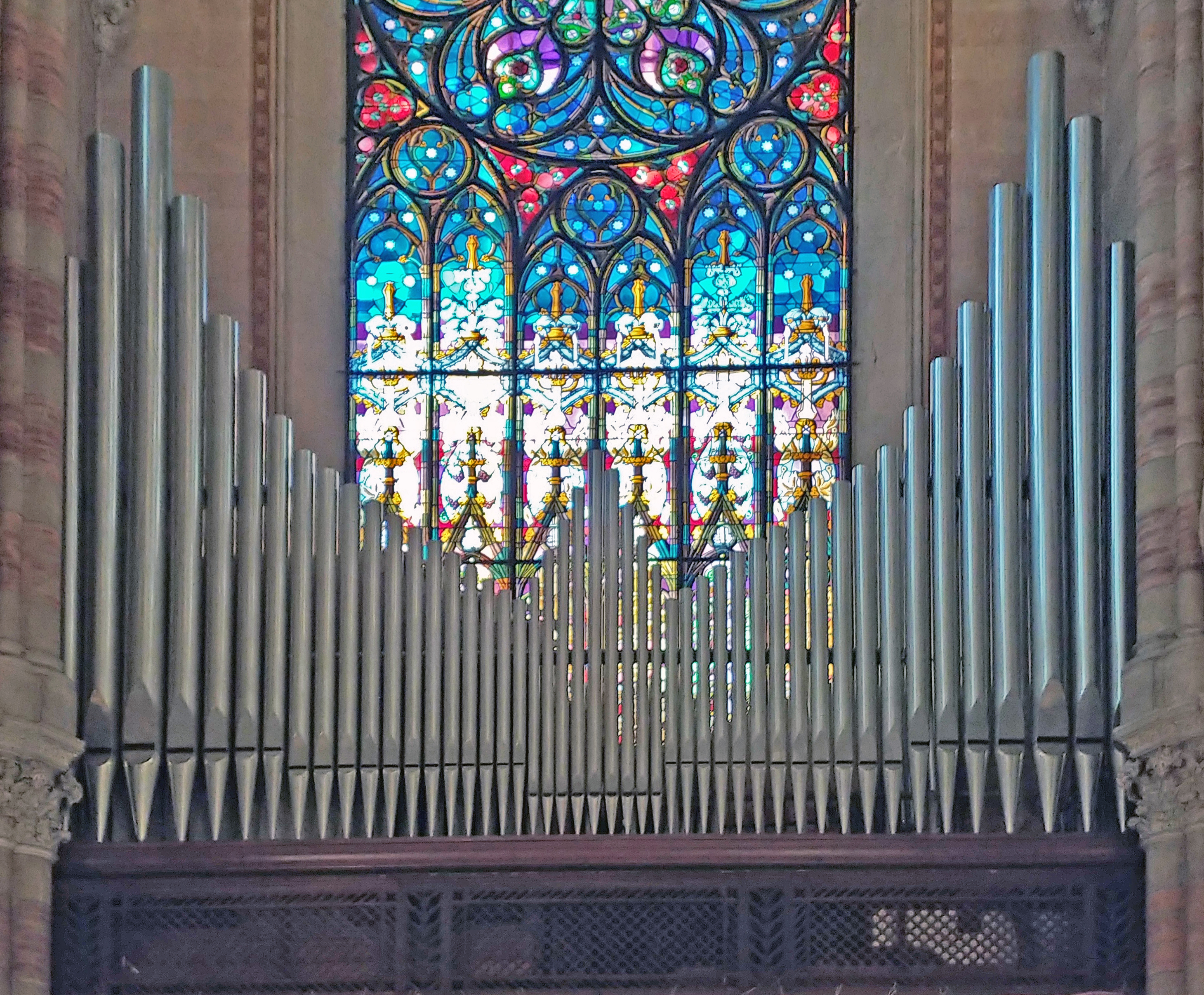
L'organo in controfacciata

A ridosso della parete di controfacciata, sopra una cantoria lignea con parapetto decorato da una serie di archetti ogivali, si trova l'organo a canne della chiesa, costruito dalla ditta Ruffatti dopo il 1960 in sostituzione di uno precedente, proveniente dalla chiesa di Santa Brigida.
Lo strumento è a trasmissione elettrica e la sua mostra è costituita da 27 canne di principale disposte a palizzata a formare una cuspide centrale e due ali laterali, con bocche a mitria. La consolle, mobile indipendente, è situata a pavimento sotto la quinta arcata di sinistra della navata centrale e dispone di due tastiere di 61 note ciascuna e pedaliera concavo-radiale di 32 note; i registri, le unioni, gli accoppiamenti e gli annullatori sono azionati da placchette a bilico poste di fianco e sopra ai manuali.

### Museo delle anime del Purgatorio
Adiacente alla chiesa, presso la sacrestia, si trova il Museo delle anime del Purgatorio, al quale si accede tramite una porta che dà sulla sesta campata della navata di destra.
In seguito ad un evento miracoloso verificatosi nella cappella dell'associazione del Sacro Cuore del Suffragio delle anime del Purgatorio il 2 luglio 1897, quando, nel corso di un incendio apparve ai fedeli l'anima di un defunto la cui effigie rimase impressa sulla parete, Victor Jouët decise di raccogliere testimonianze (documenti e cimeli) sulle manifestazioni delle anime del Purgatorio e di raccoglierle in un museo presso la chiesa.